# Oreogrammitis interrupta
Oreogrammitis interrupta är en stensöteväxtart som först beskrevs av Bak., och fick sitt nu gällande namn av Barbara S. Parris. Oreogrammitis interrupta ingår i släktet Oreogrammitis och familjen Polypodiaceae. Inga underarter finns listade.